# Canal latéral à l'Aisne
Le canal latéral à l'Aisne est un canal français qui relie Vieux-lès-Asfeld (Ardennes) à Celles-sur-Aisne (Aisne), en passant par Berry-au-Bac.

## Caractéristiques physiques
Canal latéral à la rivière Aisne au gabarit Freycinet reliant le canal des Ardennes et l'Aisne navigable.
Long de 52,5 kilomètres, il comporte 8 écluses.
Il relie les villes de Vieux-lès-Asfeld et de Celles-sur-Aisne en passant par Berry-au-Bac.
Il est alimenté par des prises d'eau dans la rivière Aisne à Asfeld et à Berry-au-Bac.
- Altitude à Vieux-les-Asfeld : 57,60 m
- Altitude à Celles-sur-Aisne : 40 m (plan d'eau de la rivière à l'étiage)
- Dénivellation totale : 17,69 m
- Chute moyenne des écluses : 2,20 m
- Plus haute chute : écluse de ??

L'écluse de Celles-sur-Aisne se compose de deux sas fermés par trois portes seulement (échelle d'écluses). La porte médiane joue le rôle de porte aval de l'écluse no 7 et de porte amont de l'écluse no 8.
Il communique avec le canal de l'Aisne à la Marne en rive gauche au PK 18,290 en amont de l'écluse no 3 de Berry-au-Bac, et avec le canal de l'Oise à l'Aisne en rive droite au PK 38,310.

## Historique

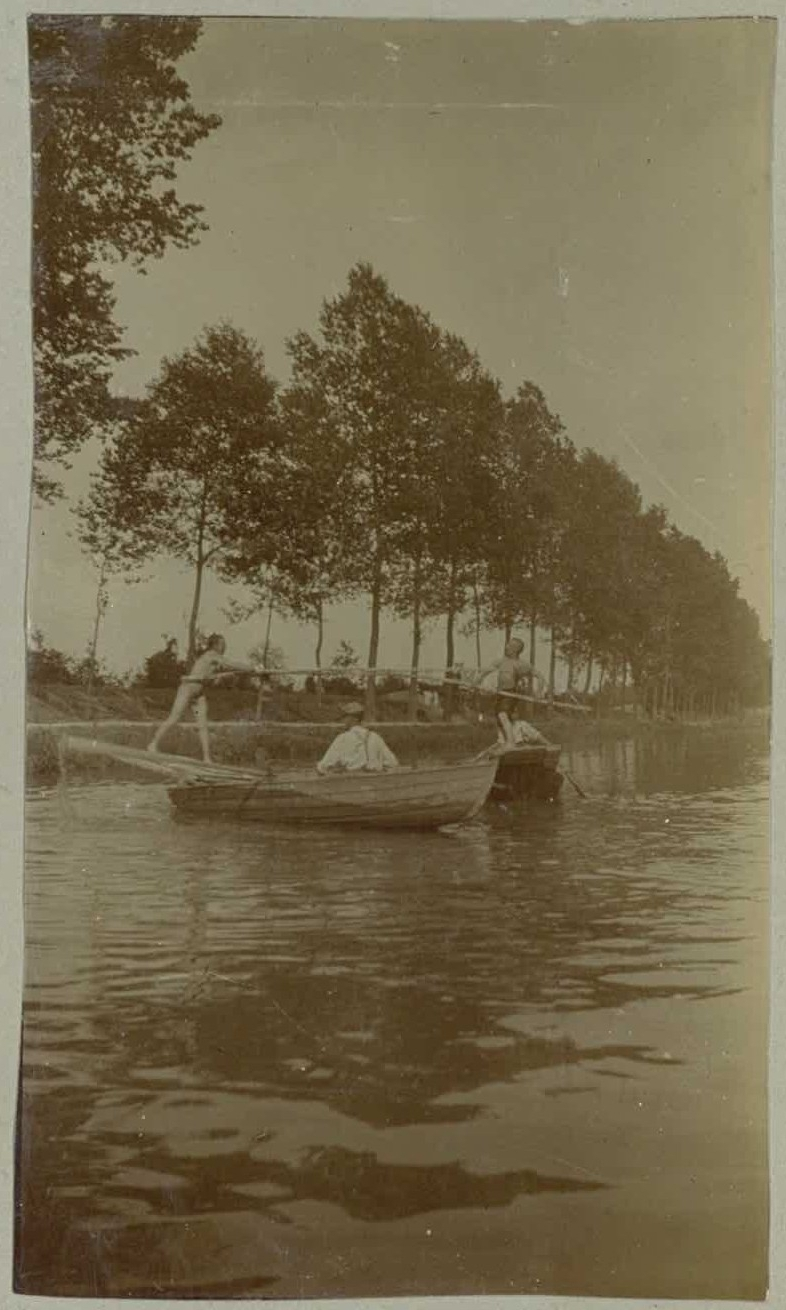
Le 14 juillet 1915.

Creusé entre 18?? et 1841, il a été entièrement reconstruit après la Première Guerre mondiale.
Au niveau de son confluent avec le canal de l'Aisne à la Marne, son tracé est à peine visible sur les photos prises en 1918.

## Ports
- Ports les plus importants : grand large de Berry-au-Bac

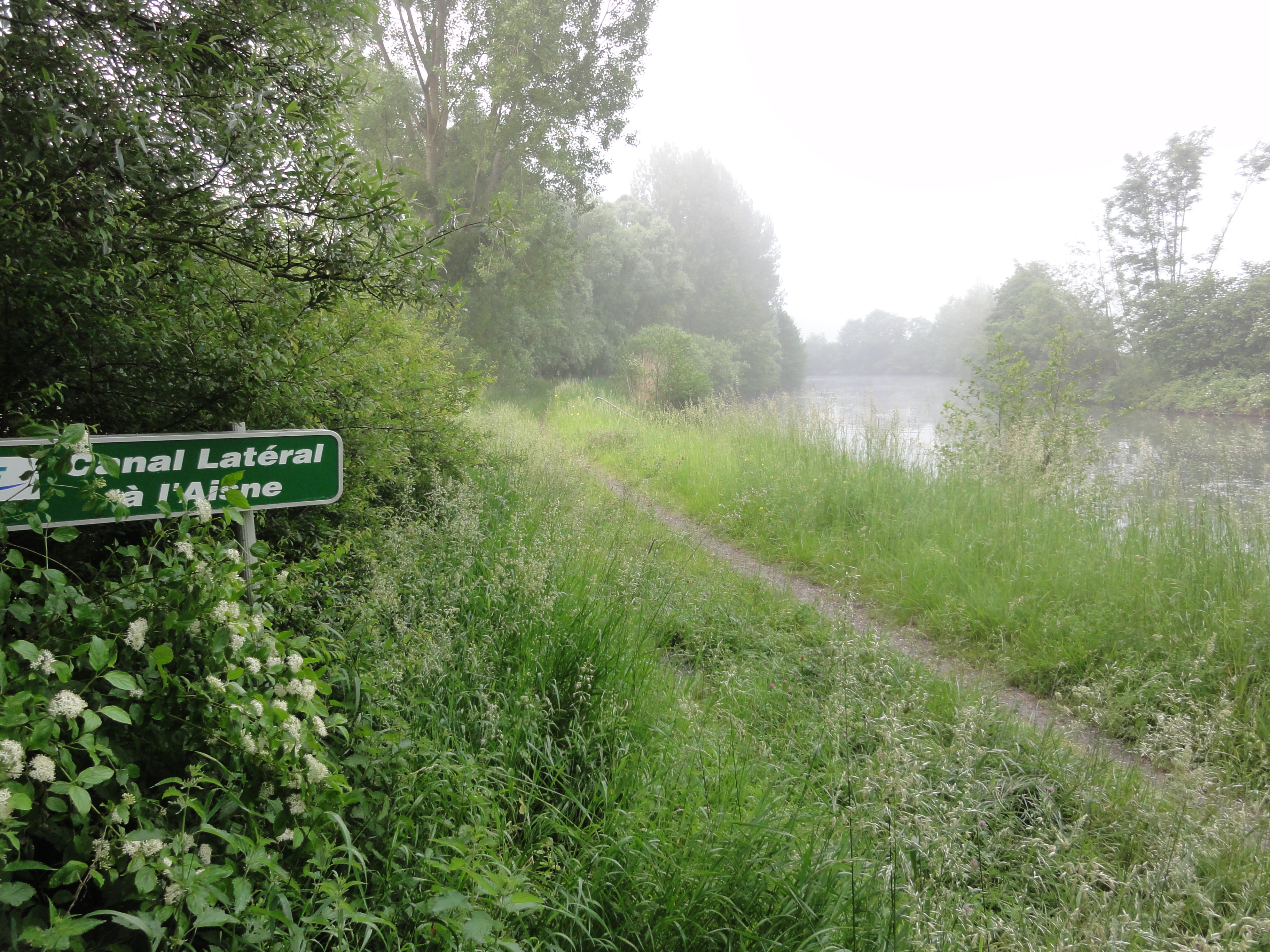
Canal latéral à l'Aisne à Vieux-lès-Asfeld.
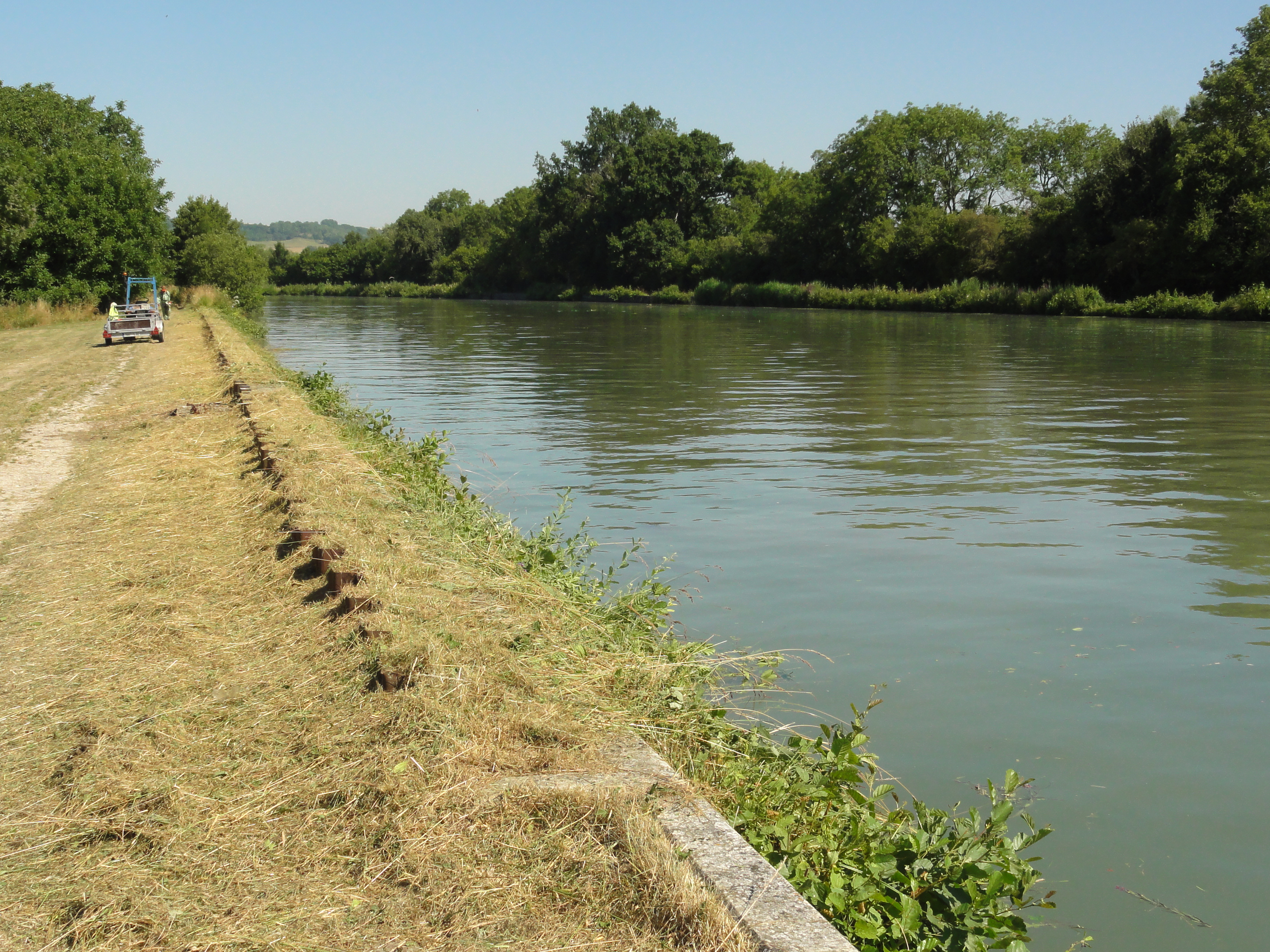
Le canal à Maizy.
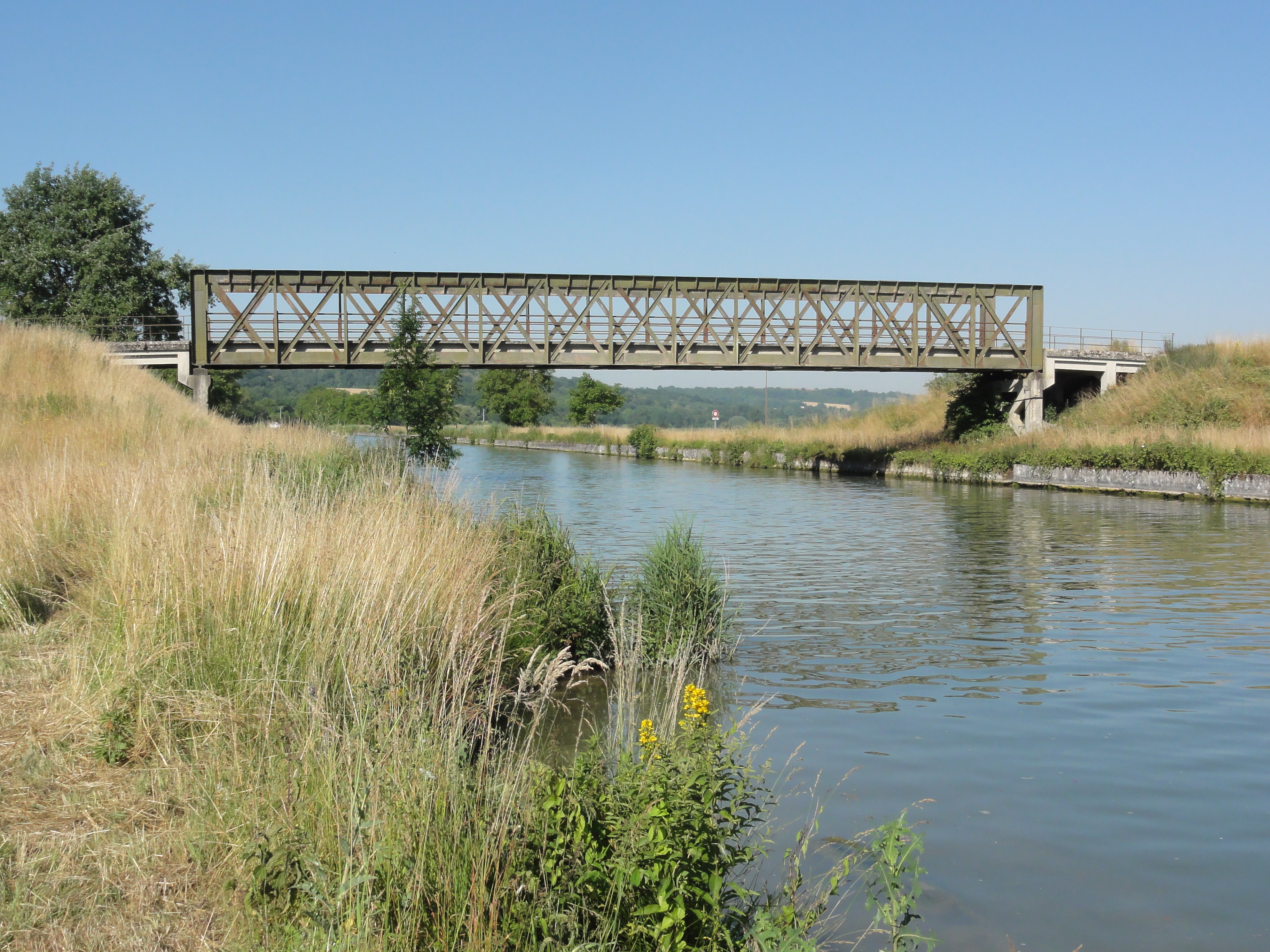
Le pont du canal à Concevreux.
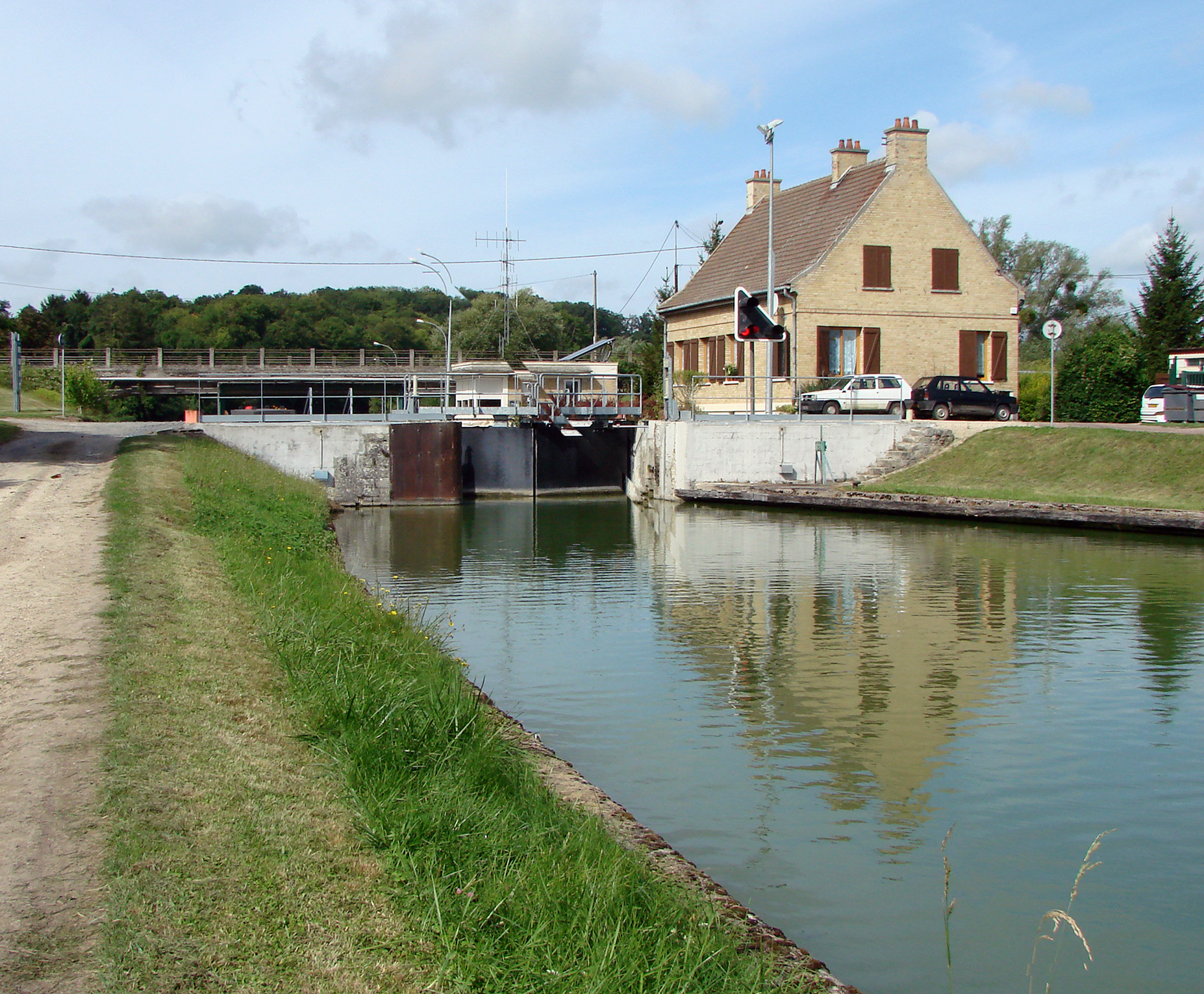
L'écluse du canal à Berry-au Bac.